# Draper (Dakota del Sud)
Draper és una població dels Estats Units a l'estat de Dakota del Sud. Segons el cens del 2000 tenia 92 habitants.

## Demografia
Segons el cens del 2000, Draper tenia 92 habitants, 41 habitatges, i 23 famílies. La densitat de població era de 55,5 habitants per km².
Dels 41 habitatges en un 29,3% hi vivien nens de menys de 18 anys, en un 53,7% hi vivien parelles casades, en un 4,9% dones solteres, i en un 41,5% no eren unitats familiars. En el 36,6% dels habitatges hi vivien persones soles el 14,6% de les quals corresponia a persones de 65 anys o més que vivien soles. El nombre mitjà de persones vivint en cada habitatge era de 2,24 i el nombre mitjà de persones que vivien en cada família era de 3.
Per edats la població es repartia de la següent manera: un 28,3% tenia menys de 18 anys, un 1,1% entre 18 i 24, un 29,3% entre 25 i 44, un 21,7% de 45 a 60 i un 19,6% 65 anys o més.
L'edat mediana era de 41 anys. Per cada 100 dones de 18 o més anys hi havia 127,6 homes.
La renda mediana per habitatge era de 26.000 $ i la renda mediana per família de 26.250 $. Els homes tenien una renda mediana de 22.083 $ mentre que les dones 16.667 $. La renda per capita de la població era de 13.621 $. Entorn del 16,7% de les famílies i el 21,2% de la població estaven per davall del llindar de pobresa.

## Poblacions més properes
El següent diagrama mostra les poblacions més properes.